# ۱۰۵۹ (خورشیدی)
۱۰۵۹ هزار و پنجاه و نهمین سال هجری خورشیدی است.